# 圣文生堂 (克拉科夫)

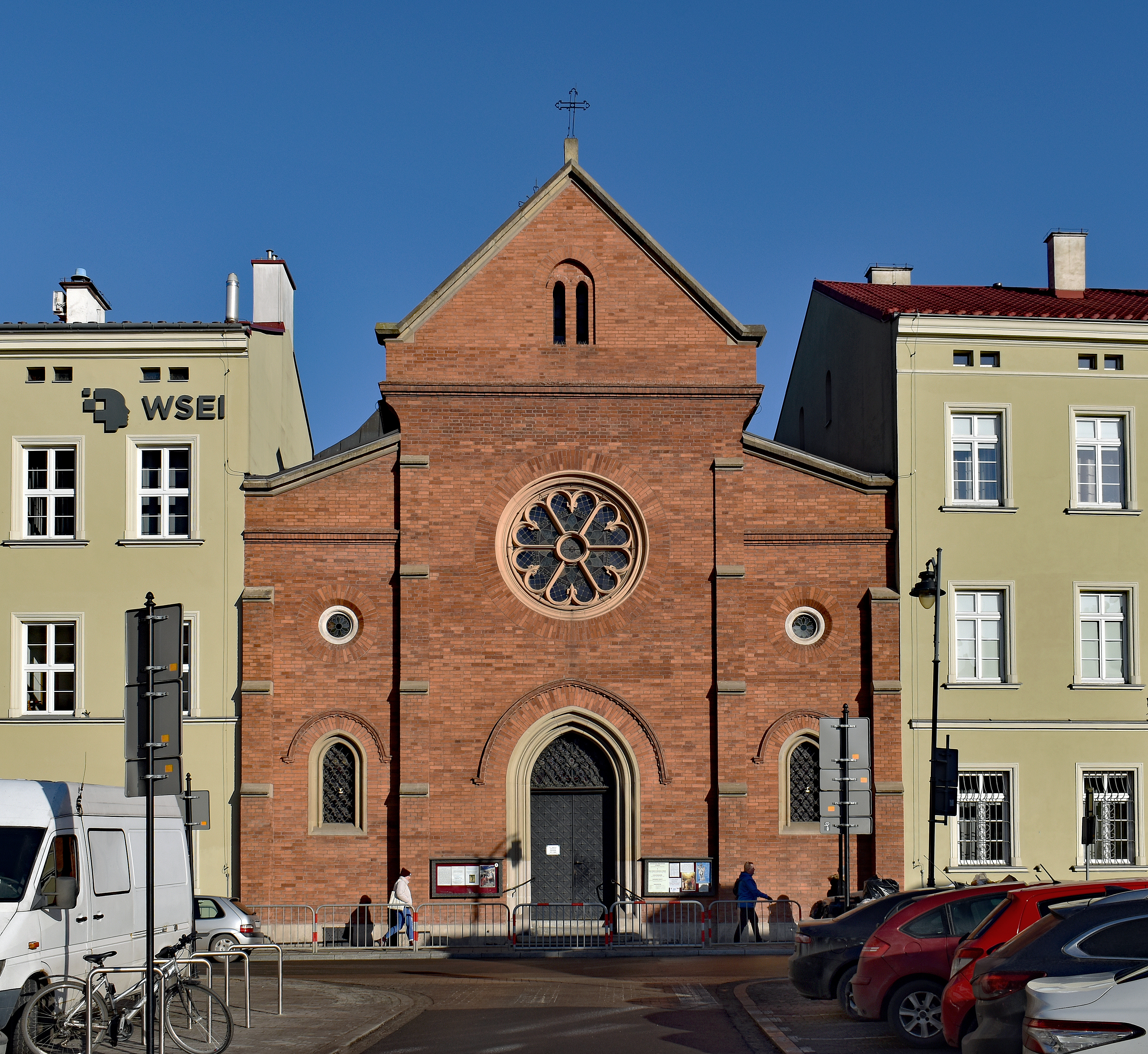

圣文生堂（Kościół św. Wincentego á Paulo）是一座罗马天主教教堂，新哥特式，供奉圣文生，位于波兰克拉科夫克莱帕兹区（Kleparz）圣斐理伯街（ulicy św. Filipa）17-19号。
目前的教堂建于1875年 -1877年。1911年-1912年扩建。

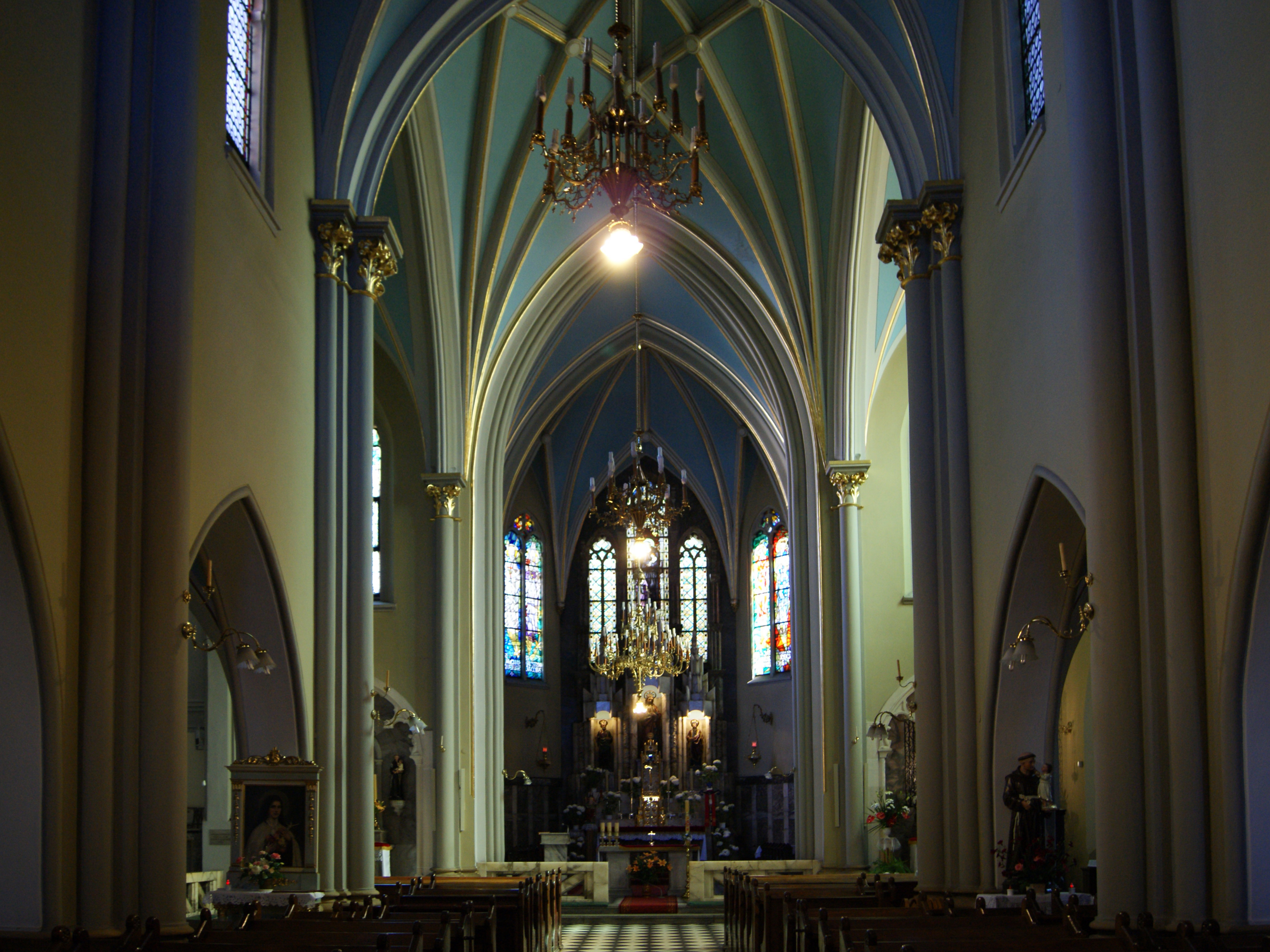